# یواس‌اس پی‌سی-۱۱۶۸

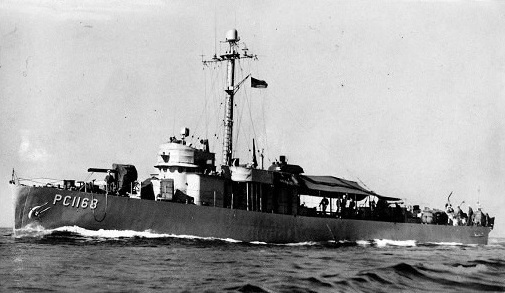
زیر دریایی یواس‌اس پی‌سی-۱۱۶۸

یواس‌اس پی‌سی-۱۱۶۸ (به انگلیسی: USS PC-1168) یک زیردریایی بود که طول آن ۱۷۵ فوت (۵۳ متر) بود. این زیردریایی در سال ۱۹۴۳ ساخته شد.